# Steinwald (LfU)
Mit Steinwald wird eine naturräumliche Untereinheit (394-C) des Hohen Fichtelgebirges (Haupteinheit 394) im oberpfälzischen Landkreis Tirschenreuth, zu kleineren Anteilen auch im oberfränkischen Landkreis Wunsiedel, bezeichnet. Sie enthält nicht nur den Steinwald (bis 946 m), sondern auch den sich nordöstlich daran anschließenden Reichsforst (bis 705 m) sowie, südwestlich (= rechts) der Fichtelnaab, den Armesberg (731 m) und sich südöstlich daran anschließende Anhöhen.

## Systematik
Die naturräumliche Haupteinheit Hohes Fichtelgebirge (394) wurde in den Arbeiten zum Handbuch der naturräumlichen Gliederung Deutschlands als Untereinheit der Haupteinheitengruppe Thüringisch-Fränkisches Mittelgebirge (39) ausgewiesen. Da jedoch in der verfeinernden Gliederung 1:200.000 die Blätter 142 Plauen (Süd) und 154/155 Bayreuth nie erschienen sind, hatte es bis in die 2010er Jahre hinein keine Verfeinerung dieser Gliederung gegeben.
Inzwischen hat das Bayerische Landesamt für Umwelt (LfU) eine auf den Haupteinheiten aufbauende Gliederung aller Naturräume Bayerns vorgenommen, die gegebenenfalls jeweils eine weitere Unterebene enthält – also bis zur 5. Ordnung reicht. Da es keine darüber hinaus gehende Verfeinerung gibt, wurden den Haupteinheiten keine Nachkommastellen nachgestellt, sondern die Kennziffern der Unter-Naturräume werden mit einem nachgestellten Buchstaben versehen. Beim Steinwald als dritter von vier Untereinheiten war dies der Buchstabe C.

## Lage und Grenzen
Der Naturraum Steinwald grenzt nach Westen an den Pilgramsreuther Sattel (394-B), nach Nordwesten an die Selb-Wunsiedeler Hochfläche (395) bzw. das Selb-Wunsiedeler Hügelland (395-A), nach Nordosten an die Lausnitzer Randberge (394-D) und nach Südosten an die Naab-Wondreb-Senke (396). Nach Südwesten geht er in das Oberpfälzische Hügelland (070) über.
Die Grenzziehung folgt in der Hauptsache der durchgängigen Bewaldung; die Grenzen zu Pilgramsreuther Sattel und Lausnitzer Randbergen sind in den dortigen Artikeln näher beschrieben, die Grenze zum Selb-Wunsiedeler Hügelland südöstlich von (Marktredwitz-)Brand ist geomorphologisch deutlich und liegt gleichzeitig an der Waldgrenze.
Die Grenze zur Naab-Wondreb-Senke folgt ebenfalls weitgehend der Bewaldungsgrenze; im Nordosten wird Mitterteich großräumig ausgespart, ebenso das Weiher- und Teichgebiet westsüdwestlich der Stadt und der in sich bewaldete Sporn des Torbergs (561 m) nordöstlich des Marktes Fuchsmühl. Der Markt selber, am Osthang des Steinwaldes, wird jedoch zur Einheit hinzugerechnet, ebenso, weiter südwestlich, die Nordwesthälfte des halbinselartig gerodeten Siedlungsgebiets der Gemeinde Friedenfels. Die Naturraumgrenze erreicht, Siegritz und Wetzldorf etwa zur Hälfte aussparend, die Fichtelnaab nordwestlich der Stadt Erbendorf, in die die beiden zuletzt genannten Dörfer eingemeindet wurden. 
Knapp 3 km westnordwestlich der Stadt wird die Naab-Wondreb-Senke durch eine in Nord-Süd-Richtung verlaufenden Bergkette aus Frauenberg (561 m), Platte (615 m) und Kornberg (619 m) verriegelt, die bereits zum Oberpfälzischen Hügelland gezählt werden und nur durch die Fichtelnaab vom Steinwald getrennt sind. Nordwestlich dieses Riegels tritt der Naturraum Steinwald auch über die Fichtelnaab und reicht bis kurz vor die B 22 in Richtung Waldeck. Es werden eine namenlose Anhöhe mit Flurnamen „Buch“ (660 m) und der Kühberg (710 m) östlich Waldecks eingeschlossen. Vom erwähnten Kemnather Ortsteil aus folgt die Naturraumgrenze schließlich in Nordnordwestrichtung der Waldgrenze und schließt so gerade den Armesberg (731 m) mit ein, nördlich dessen mit dem Steinwitzhügel (664 m) schließlich der Pilgramsreuther Sattel eingeleitet wird.
Durch die den Nordosten des Naturraums in Südostrichtung querende A 93 und die Fichtelnaab wird der Naturraum in drei Segmente geteilt:
- den viele Basaltberge tragenden Reichsforst im Nordosten mit einer, im Vergleich zum Steinwald, nach Nordwesten verschobenen Kammlinie (etwa 37,2 km²)[1],
- den (orographischen) Steinwald im Zentrum (etwa 102,7 km²)[1][2] und
- den Armesberg und seine südöstlichen Nachbarberge im Südwesten (etwa 18,8 km²)[1],

wobei der letztgenannte Teil nur über drei nennenswerte Erhebungen verfügt. Allerdings ist der orographische Steinwald noch einmal unterteilbar in den geologischen Steinwald (Steinwald im engeren Sinne) im Südwesten und den zum Teil basaltigen Nördlichen Steinwald im Nordosten, der geologisch dem Reichsforst gleicht. Der Grundstock aus Steinwald-Granit wird von nördlich außerhalb in etwa durch die Orte (Waldershof-)Hohenhard (am Rande des Pilgramsreuther Sattels), (Fuchsmühl-)Herzogöd (auf dem Kamm) und Fuchsmühl (am Übergang zur Naab-Wondreb-Senke) gerahmt.

## Berge
Folgende Erhebungen des Naturraums sind erwähnenswert (geordnet nach Höhe über NHN, nach dem Gedankenstrich folgt jeweils eine Lagebeschreibung):
- Platte (946 m) – (Kern-)Steinwald
- Plößberg (820 m) – Steinwald
- Namenlose Anhöhe (751 m) – Nördlicher Steinwald (unmittelbar westlich von Fuchsmühl-Herzogöd; südwestlichster und höchster Berg des Nördlichen Steinwaldes)[7]
- Armesberg (731 m) – Südwestteil, jenseits der Fichtelnaab (südöstlich von (Kulmain-)Zinst; Basaltkegel)
- Roßkopf (725 m) – Nördlicher Steinwald (südwestlich von (Pechbrunn-)Groschlattengrün; nordwestlich der Steinwald-Kammlinie, auf der Reichsforst-Kammlinie)
- Kühberg (710 m) – Südwestteil (östlich von (Kemnath-)Waldeck)
- Steinberg (705 m) – Reichsforst (nordnordwestlich von Pechbrunn)
- Ruheberg (693 m) – Reichsforst (westsüdwestlich von (Arzberg-)Preisdorf; NSG Ruhberg südlich Arzberg)
- Großer Teichelberg (685 m) – Nördlicher Steinwald (südlich von Pechbrunn; Basaltabbau)
- Wappenstein (677 m) – Reichsforst (nördlich von Pechbrunn; ostnordöstlicher Ausläufer des Steinbergs)
- Wappenstein (672 m) – Reichsforst (nordwestlich von Pechbrunn; südwestlicher Ausläufer des Steinbergs mit Naturdenkmal)
- „Buch“[8] (660 m) – Südwestteil (südlich von (Kemnath-)Beringersreuth)
- Büchlberg (651 m) – Südosten des Reichsforsts (westlich von (Mitterteich-)Großbüchlberg)
- Preisberg (635 m) – Reichsforst (nordwestlich von (Arzberg-)Preisdorf; nordöstlicher Nachbar des Ruhebergs)
- Hirschentanz (ehemals 644 m, inzwischen 624 m) – Osten des Reichsforsts (südwestlich von Konnersreuth, auf der Steinwald-Kammlinie; Basaltabbau)
- Elmberg (618 m) – Norden des Reichsforsts (westlich von (Konnersreuth-)Höflas; nördlichster eigenständiger Berg des Reichsforsts und des Naturraums)

## Gewässer
Über den (Naturraum) Steinwald verläuft ein Abschnitt der Europäischen Hauptwasserscheide, genauer: die Wasserscheide zwischen Eger/Elbe im Nordosten und Naab/Donau im Südwesten. Die Wasserscheide verläuft, ausgehend vom Bereich der Scharte zwischen der Kösseine (939 m) und dem Steinwald oberhalb des Langentheilener Tunnels auf 606 m, zunächst in Nordwest-Südost-Richtung zur Basaltkuppe Harlachberg (686 m) an der Grenze vom Pilgrammsreuther Sattel. Im Steinwald steigt sie über den Knock (845 m, Naturdenkmal Knockfelsen) zur Platte (946 m) hin an, um nunmehr der Hauptkammlinie nach Nordosten zu folgen. Am Kleinen Teichelberg (707 m) verlässt sie den Kamm nach Südosten zum Torberg (561 m) nordöstlich Fuchsmühls, wo sie den Naturraum insgesamt verlässt und sich bogenförmig, im Gegenuhrzeigersinn, nach Nordosten gen Mitterteich windet.
Unmittelbar an der Südwestflanke des Torbergs verlässt die Wiesau auf etwa 526 m ü. NHN den Naturraum in Richtung Waldnaab; weiter südwestlich entwässert die Südostflanke des Steinwaldes vor allem über das System des Heinbachs zur Fichtelnaab, die auch, flussaufwärts, die nach Südwesten fließenden Bäche des Steinwalds aufnimmt und den Naturraum auf etwa 473 m ü. NHN nordwestlich von Erbendorf an seiner niedrigsten Stelle verlässt.
Der Nordostteil des Steinwald-Südosthanges entwässert wiederum über die Wondreb zur Eger. Der Seibertsbach etwa fließt parallel zur A 93 den Hang nach Südosten hinab und verlässt den Naturraum auf etwa 526 m ü. NHN. Weiter nordöstlich fließt, in etwa parallel zu ihm, die Lausnitz, die jedoch, unmittelbar hinter der Naturraumgrenze, die Lausnitzer Randberge einleitet.
Die Bäche an der Nordwestflanke entwässern praktisch alle über die Kössein und ihren Vorfluter Röslau zur Eger; lediglich die Feisnitz, an deren Tal nah dem Feisnitz-Stausee (504 m ü. NHN) der Naturraum nach Norden endet, fließt direkt in die Röslau.